# 裴俅
裴俅（?—?），字冠識，一作冠儀，唐朝孟州濟源（今河南濟源）人。
父裴肅官至御史中丞、越州刺史兼浙東團練觀察使，裴俅排行第三。唐敬宗寶曆二年（826年）丙午科狀元。大哥裴儔是進士出身，二哥裴休官至宰相，人稱“儔不如俅，俅不如休。”。有子裴滴。